# Europese kampioenschappen turnen 2005
Het 1ste jaarlijkse individuele Europese kampioenschap turnen werd gehouden in Debrecen, Hongarije, van 2 tot en met 5 juni 2005.

## Medaille winnaars
| Event                            | Goud                             | Zilver          | Brons                         |
| -------------------------------- | -------------------------------- | --------------- | ----------------------------- |
| Mannen                           |                                  |                 |                               |
| All-around Details               | Rafael Martínez                  | Răzvan Șelariu  | Denis Savenkov                |
| Vloer                            | Marian Dragulescu                | Răzvan Șelariu  | Robert Gal                    |
| Paard met bogen Details          | Krisztián Berki                  | Marius Urzica   | Nikolai Kryukov               |
| Ringen                           | Andrea Coppolino Yuri van Gelder | niet uitgereikt | Alexander Safoshkin           |
| Paardsprong Details              | Evgeni Sapronenko                | Filip Yanev     | Răzvan Șelariu Jeffrey Wammes |
| Brug met gelijke leggers Details | Manuel Carballo                  | Yann Cucherat   | Mitja Petkovšek               |
| Rekstok Details                  | Fabian Hambüchen                 | Igor Cassina    | Valeriy Honcharov             |
| Vrouwen                          |                                  |                 |                               |
| All-around Details               | Marine Debauve                   | Anna Pavlova    | Yulia Lozhecko                |
| Paardsprong Details              | Francesca Benolli                | Anna Pavlova    | Aagje Vanwalleghem            |
| Brug ongelijke leggers Details   | Emilie Le Pennec                 | Tania Gener     | Dariya Zgoba                  |
| Evenwichtsbalk Details           | Catalina Ponor                   | Marine Debauve  | Anna Pavlova                  |
| Vloer Details                    | Isabelle Severino                | Suzanne Harmes  | Emilie Le Pennec              |

## Resultaat Mannen

### All-around individueel
| Rang   | Gymnast               |       |       |       |       |       |       | Totaal |
| ------ | --------------------- | ----- | ----- | ----- | ----- | ----- | ----- | ------ |
| Goud   | Rafael Martínez       | 9.300 | 9.100 | 9.225 | 8.900 | 9.175 | 9.650 | 55.350 |
| Zilver | Răzvan Șelariu        | 9.475 | 9.187 | 9.025 | 9.550 | 8.950 | 9.050 | 55.237 |
| Brons  | Denis Savenkov        | 8.937 | 9.262 | 9.000 | 9.450 | 9.137 | 9.162 | 54.948 |
| 4      | Sergei Khorokhordin   | 8.100 | 8.962 | 9.137 | 9.662 | 9.112 | 9.437 | 54.410 |
| 5      | Dimitri Savitski      | 9.187 | 8.425 | 9.275 | 9.337 | 8.937 | 9.225 | 54.386 |
| 6      | Ioan Silviu Suciu     | 9.212 | 9.612 | 9.125 | 9.687 | 7.787 | 8.825 | 54.248 |
| 7      | Anatoli Vasiliev      | 8.537 | 9.137 | 8.437 | 9.537 | 9.087 | 9.225 | 53.960 |
| 8      | Manuel Campos         | 9.125 | 9.487 | 8.387 | 9.062 | 9.000 | 8.850 | 53.911 |
| 9      | Eugen Spiridonov      | 8.812 | 9.275 | 8.650 | 9.187 | 8.937 | 8.450 | 53.311 |
| 10     | Martin Konečný        | 9.062 | 8.762 | 8.650 | 9.625 | 8.500 | 8.225 | 52.824 |
| 11     | Jeffrey Wammes        | 9.450 | 7.900 | 8.375 | 9.587 | 8.112 | 8.912 | 52.336 |
| 12     | Christian Berczes     | 7.737 | 8.987 | 9.262 | 9.212 | 8.900 | 8.212 | 52.310 |
| 13     | Marcell Hetrovics     | 8.462 | 8.687 | 9.050 | 9.350 | 8.925 | 7.750 | 52.224 |
| 14     | Vahag Stepanyan       | 8.437 | 8.962 | 9.062 | 9.025 | 8.537 | 8.150 | 52.173 |
| 15     | Epke Zonderland       | 8.173 | 9.037 | 7.700 | 8.925 | 8.912 | 8.950 | 51.661 |
| 16     | Ross Brewer           | 8.387 | 9.137 | 8.375 | 9.112 | 8.462 | 7.887 | 51.360 |
| 17     | Christos Lympanovnos  | 8.700 | 8.187 | 8.600 | 8.675 | 8.650 | 8.450 | 51.262 |
| 18     | Sami Aalto            | 8.550 | 8.825 | 8.237 | 8.962 | 8.375 | 8.250 | 51.199 |
| 19     | Kamil Hulboj          | 8.162 | 8.775 | 8.137 | 8.850 | 8.512 | 8.650 | 51.086 |
| 20     | Nicolas Boeschenstein | 7.875 | 7.987 | 8.750 | 9.362 | 8.737 | 7.887 | 50.598 |
| 21     | Jimmu Bostrom         | 8.325 | 8.962 | 8.250 | 8.687 | 8.212 | 7.900 | 50.336 |
| 22     | Jeppe Villekjaer      | 8.537 | 8.525 | 7.950 | 9.225 | 8.425 | 7.425 | 50.087 |
| 23     | Claudio Capelli       |       |       | 8.412 | 8.800 |       |       | 17.212 |

### Vloer
| Rang   | Gymnast            | Totaal |
| ------ | ------------------ | ------ |
| Goud   | Marian Drăgulescu  | 9.637  |
| Zilver | Răzvan Șelariu     | 9.487  |
| Brons  | Robert Gal         | 9.387  |
| 4      | Jeffrey Wammes     | 9.362  |
| 5      | Dimitri Karbanenko | 9.287  |
| 6      | Patrick Dominiguez | 9.137  |
| 7      | Martin Konečný     | 8.875  |
| 8      | David Vyoral       | 8.825  |

### Paard met bogen
| Rang   | Gymnast             | Totaal |
| ------ | ------------------- | ------ |
| Goud   | Krisztián Berki     | 9.775  |
| Zilver | Marius Urzică       | 9.762  |
| Brons  | Nikolai Kryukov     | 9.650  |
| 4      | Robert Seligman     | 9.587  |
| 5      | Ilie Daniel Popescu | 9.487  |
| 6      | Eric Casimir        | 9.275  |
| 7      | Thomas Andergassen  | 9.112  |
| 8      | Alberto Busnari     | 9.050  |

### Ringen
| Rang  | Gymnast              | Totaal |
| ----- | -------------------- | ------ |
| Goud  | Andrea Coppolino     | 9.712  |
| Goud  | Yuri van Gelder      | 9.712  |
| Brons | Alexander Safoshkin  | 9.675  |
| 4     | Yordan Yovchev       | 9.637  |
| 5     | Matteo Morandi       | 9.625  |
| 6     | Oleksandr Vorobiov   | 9.550  |
| 7     | Danny Rodrigues      | 9.537  |
| 8     | Herodotos Giorgallas | 9.237  |

### Paardsprong
| Rang   | Gymnast              | Score 1 | Score 2 | Totaal |
| ------ | -------------------- | ------- | ------- | ------ |
| Goud   | Jevgēņijs Saproņenko | 9.625   | 9.762   | 9.693  |
| Zilver | Filip Yanev          | 9.625   | 9.562   | 9.593  |
| Brons  | Răzvan Șelariu       | 9.587   | 9.550   | 9.568  |
| Brons  | Jeffrey Wammes       | 9.587   | 9.550   | 9.568  |
| 5      | Patrick Dominguez    | 9.587   | 9.525   | 9.556  |
| 6      | Alin Jivan           | 9.550   | 9.412   | 9.481  |
| 7      | Raphael Wignanitz    | 9.512   | 9.437   | 9.474  |
| 8      | Vlasios Maras        | 9.025   | 9.375   | 9.200  |

### Brug met gelijke leggers
| Rang   | Gymnast            | Totaal |
| ------ | ------------------ | ------ |
| Goud   | Manuel Carballo    | 9.712  |
| Zilver | Yann Cucherat      | 9.587  |
| Brons  | Mitja Petkovšek    | 9.537  |
| 4      | Thomas Andergassen | 9.412  |
| 5      | Marius Urzică      | 9.200  |
| 6      | Andreu Vivo        | 8.225  |
| 7      | Ioan Silviu Suciu  | 7.925  |
| 8      | Johan Mounard      | 7.850  |

### Rekstok
| Rang   | Gymnast          | Totaal |
| ------ | ---------------- | ------ |
| Goud   | Fabian Hambüchen | 9.750  |
| Zilver | Igor Cassina     | 9.737  |
| Brons  | Valeri Goncharov | 9.687  |
| 4      | Yann Cucherat    | 9.675  |
| 5      | Aljaž Pegan      | 9.625  |
| 6      | Jeffrey Wammes   | 9.050  |
| 7      | Vlasios Maras    | 8.937  |
| 8      | Rafael Martinez  | 8.900  |

## Resultaat vrouwen

### All-around individueel
| Position | Gymnast             |       |       |       |       | Totaal |
| -------- | ------------------- | ----- | ----- | ----- | ----- | ------ |
| Goud     | Marine Debauve      | 8.962 | 9.487 | 9.487 | 9.162 | 37.098 |
| Zilver   | Anna Pavlova        | 9.450 | 9.037 | 9.462 | 9.125 | 37.074 |
| Brons    | Yulia Lozhecko      | 9.037 | 9.325 | 9.150 | 9.237 | 36.749 |
| 4        | Suzanne Harmes      | 9.012 | 9.250 | 8.950 | 9.375 | 36.587 |
| 5        | Francesca Benolli   | 9.462 | 9.075 | 8.425 | 9.175 | 36.137 |
| 6        | Aagje Vanwalleghem  | 9.275 | 9.237 | 8.737 | 8.637 | 35.886 |
| 7        | Florica Leonida     | 9.187 | 9.312 | 8.525 | 8.775 | 35.799 |
| 8        | Emilie Le Pennec    | 9.200 | 9.637 | 7.325 | 9.475 | 35.637 |
| 9        | Dariya Zgoba        | 8.937 | 9.512 | 8.725 | 8.100 | 35.274 |
| 10       | Monica Bergamelli   | 8.925 | 9.075 | 8.725 | 8.537 | 35.262 |
| 11       | Loes Linders        | 8.887 | 8.800 | 8.775 | 8.687 | 35.149 |
| 12       | Laura Campos        | 9.362 | 8.425 | 8.300 | 8.825 | 34.912 |
| 13       | Jana Šikulová       | 8.912 | 9.300 | 8.125 | 8.412 | 34.749 |
| 14       | Stefani Bismpikou   | 8.950 | 8.012 | 9.300 | 8.387 | 34.649 |
| 15       | Melanie Marti       | 9.150 | 8.837 | 7.662 | 8.875 | 34.524 |
| 16       | Kateřina Marešová   | 8.975 | 9.162 | 7.962 | 8.262 | 34.361 |
| 17       | Joanna Skowronska   | 9.275 | 9.012 | 7.425 | 8.612 | 34.324 |
| 18       | Olga Sherbatykh     | 9.237 | 8.162 | 8.462 | 8.412 | 34.273 |
| 19       | Danielle Englert    | 9.150 | 9.062 | 7.612 | 8.425 | 34.249 |
| 20       | Marta Pihan-Kulesza | 8.775 | 8.887 | 8.175 | 8.187 | 34.024 |
| 21       | Carina Hasenoehrl   | 8.987 | 8.725 | 8.250 | 7.875 | 33.837 |
| 22       | Heike Gunne         | 8.937 | 8.425 | 8.100 | 8.225 | 33.687 |
| 23       | Tina Erceg          | 8.400 | 9.112 | 7.687 | 8.437 | 33.636 |
| 24       | Elizabeth Tweddle   | 9.175 |       |       |       | 9.175  |

### Paardsprong
| Rang   | Gymnast              | Score 1 | Score 2 | Totaal |
| ------ | -------------------- | ------- | ------- | ------ |
| Goud   | Francesca Benolli    | 9.487   | 9.337   | 9.412  |
| Zilver | Anna Pavlova         | 9.300   | 9.325   | 9.312  |
| Brons  | Aagje Vanwalleghem   | 9.312   | 9.075   | 9.193  |
| 4      | Ariella Kaeslin      | 9.150   | 9.162   | 9.156  |
| 5      | Elena Zamolodchikova | 9.400   | 8.862   | 9.131  |
| 6      | Olga Sherbatykh      | 9.250   | 9.000   | 9.125  |
| 7      | Suzanne Harmes       | 9.212   | 9.000   | 9.106  |
| 8      | Samantha Bayley      | 8.225   | 9.075   | 8.650  |

### Brug ongelijke leggers
| Rang   | Gymnast          | Totaal |
| ------ | ---------------- | ------ |
| Goud   | Emilie Le Pennec | 9.687  |
| Zilver | Tania Gener      | 9.562  |
| Brons  | Dariya Zgoba     | 9.500  |
| 4      | Marine Debauve   | 9.350  |
| 5      | Jana Šikulová    | 9.325  |
| 6      | Olga Sherbatykh  | 9.137  |
| 7      | Laura Campos     | 8.937  |
| 8      | Daniela Sofronie | 7.825  |

### Evenwichtsbalk
| Rang   | Gymnast            | Totaal |
| ------ | ------------------ | ------ |
| Goud   | Catalina Ponor     | 9.737  |
| Zilver | Marine Debauve     | 9.487  |
| Brons  | Anna Pavlova       | 9.325  |
| 4      | Ilaria Colombo     | 9.212  |
| 5      | Suzanne Harmes     | 9.087  |
| 6      | Loes Linders       | 8.750  |
| 7      | Aagje Vanwalleghem | 8.400  |
| 8      | Emilie Le Pennec   | 8.025  |

### Vloer
| Rang   | Gymnast              | Totaal |
| ------ | -------------------- | ------ |
| Goud   | Isabelle Severino    | 9.575  |
| Zilver | Suzanne Harmes       | 9.375  |
| Brons  | Emilie Le Pennec     | 9.337  |
| 4      | Catalina Ponor       | 9.200  |
| 5      | Francesca Benolli    | 9.075  |
| 6      | Yulia Lozhecko       | 8.962  |
| 7      | Marta Pihan-Kulesza  | 8.875  |
| 8      | Elena Zamolodchikova | 8.475  |